# Coelophysis kayentakatae
Coelophysis?  kayentakatae foi uma espécie de dinossauro terópode que viveu no período Jurássico Inferior na Formação Kayenta, nos Estados Unidos.

## Descrição
O C. kayentakatae era um pequeno terópode, com um comprimento de 2,5 metros e uma massa de 30 kg.  Seus anéis escleróticos eram parecidos com os de aves noturnas, indicando que este dinossauro também possuía hábitos noturnos. Seu crânio era mais robusto que os dos outros dinossauros da mesma família, até mais do que o do Panguraptor. Possuía uma crista óssea sobre a cabeça.

## Nomenclatura

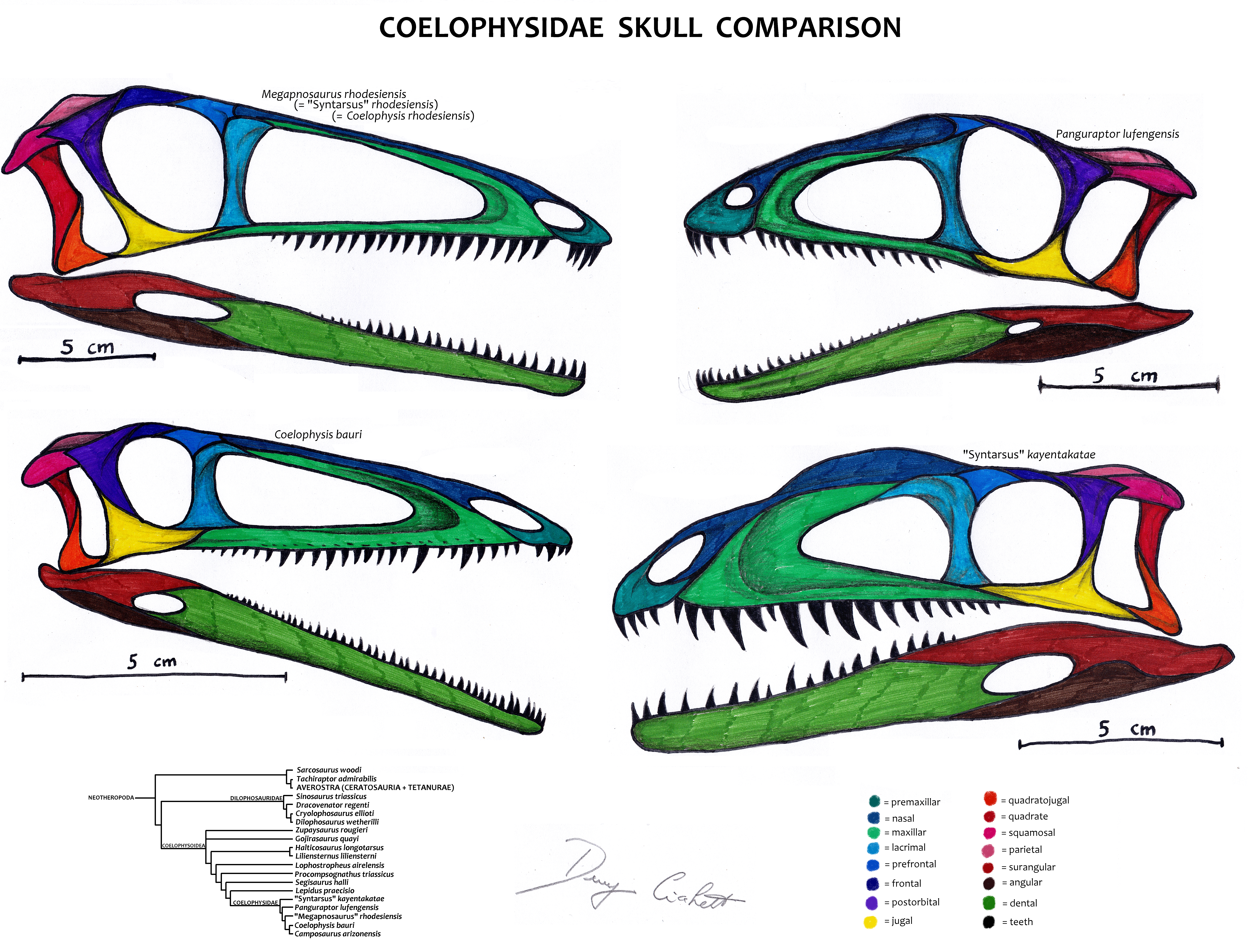
Crânio do M. kayentakatae, (em baixo, à direita) com os crânios de outros animais da família Coelophysidae.

Foi originalmente colocado no gênero inválido Syntarsus com outra espécie, S. rhodesiensis, que talvez pertença ao gênero Coelophysis. Após Michael Ivie, Adam Ślipiński e Piotr Węgrzynowicz notarem que o nome já era um sinônimo júnior do gênero de besouros Cerchanotus, estes rebatizaram o gênero de dinossauros de Megapnosaurus, que significa "grande lagarto morto".  É agora considerado que este taxon também pertence ao género Coelophysis.

## Classificação
Em uma análise de 2011 da família Coelophysidae, M. D. Ezcurra e S. L. Brusatte determinaram que "M". kayentakatae não era tão próximo do Coelophysis bauri quanto o Megapnosaurus rhodesiensis.

## Paleoecologia
O C. kayentakatae provavelmente caçava à noite, se alimentando se animais como o Anchisaurus e o Scutellosaurus.